# Pedicinus miopitheci
Pedicinus miopitheci är en insektsart som beskrevs av Oskar Kuhn och Ludwig 1970. Pedicinus miopitheci ingår i släktet Pedicinus och familjen Pedicinidae. Inga underarter finns listade i Catalogue of Life.